# Showtek
Showtek is een Nederlands house-duo, afkomstig uit Eindhoven. Het duo bestaat uit de broers Sjoerd en Wouter Janssen.

## Geschiedenis
Showtek begon met produceren in 2001. Hoewel het duo begon met techno en later hardstyle, stapten zij later over op house. In 2012 kwam het project  Crazy Collabs tot stand, waarin zij samenwerkten met andere producers uit verschillende genres. Al voor dit project had Showtek samengewerkt met Tiësto en Angger Dimas onder de naam Boys Will Be Boys. De eerste drie Crazy Collabs waren met Tiësto, Hardwell en Justin Prime. Een Crazy Collab met Noisecontrollers volgde later. Showtek werkte ook mee aan verschillende andere projecten, zoals Chris Browns single Nobody's perfect met Lukas Hilbert. In maart 2014 brachten zij het nummer Bad uit. Voor dit nummer werkte Showtek samen met David Guetta.
In 2016 scoorde het duo een hit met Believer, een samenwerking met Major Lazer. Begin 2018 waren ze succesvol met een remix van Natural blues van Moby.

## Discografie

### Albums
| Album met eventuele hitnotering(en) in de Nederlandse Album Top 100 | Datum van verschijnen | Datum van binnenkomst | Hoogste positie | Aantal weken | Opmerkingen |
| ------------------------------------------------------------------- | --------------------- | --------------------- | --------------- | ------------ | ----------- |
| Today is tomorrow                                                   | 2007                  | 28-04-2007            | 68              | 1            |             |
| Dutch Master Works presents Showtek 'We live for the music'         | 2008                  | -                     |                 |              |             |
| Analogue players in a digital world                                 | 2009                  | -                     |                 |              |             |
| 360 Yellow                                                          | 2023                  | -                     |                 |              |             |
| 360 Blue                                                            | 2024                  | -                     |                 |              |             |

### Singles
| Single met eventuele hitnotering(en) in de Nederlandse Top 40 | Datum van verschijnen | Datum van binnenkomst | Hoogste positie | Aantal weken | Opmerkingen                                                  |
| ------------------------------------------------------------- | --------------------- | --------------------- | --------------- | ------------ | ------------------------------------------------------------ |
| Defqon 1 anthem 2006                                          | 2006                  | -                     |                 |              | Nr. 47 in de Single Top 100                                  |
| Seid ihr bereit                                               | 2006                  | -                     |                 |              | Nr. 98 in de Single Top 100                                  |
| Partylover                                                    | 2009                  | -                     |                 |              |                                                              |
| How we do                                                     | 2012                  | 22-09-2012            | tip7            | -            | met Hardwell / Nr. 91 in de Single Top 100                   |
| Cannonball                                                    | 2012                  | 15-12-2012            | 5               | 23           | met Justin Prime / Nr. 6 in de Single Top 100                |
| Slow down (Anthem Emporium 2013)                              | 2013                  | 20-04-2013            | 18              | 16           | Nr. 23 in de Single Top 100                                  |
| Get Loose (Tiësto remix)                                      | 2013                  | 27-07-2013            | 24              | 8            | met Noisecontrollers / Nr. 32 in de Single Top 100           |
| Booyah                                                        | 2013                  | 14-09-2013            | 14              | 11           | met We Are Loud & Sonny Wilson / Nr. 15 in de Single Top 100 |
| We like to party                                              | 2014                  | 25-01-2014            | 32              | 5            | Nr. 51 in de Single Top 100                                  |
| Bad                                                           | 17-03-2014            | 26-04-2014            | 13              | 19           | met David Guetta & Vassy / Nr. 13 in de Single Top 100       |
| 90s by nature                                                 | 2014                  | 03-01-2015            | tip2            | -            | met MC Ambush / Nr. 90 in de Single Top 100                  |
| Sun goes down                                                 | 2015                  | 22-08-2015            | tip3            | -            | met David Guetta, Magic! & Sonny Wilson                      |
| Believer                                                      | 2016                  | 15-10-2016            | 23              | 12           | met Major Lazer / Nr. 41 in de Single Top 100                |
| On Our Own                                                    | 2017                  | 08-04-2017            | tip12           | -            | met Brooks & Natalie Major                                   |
| Natural blues                                                 | 2018                  | 13-01-2018            | tip2            | -            | met Moby                                                     |
| Your love                                                     | 2018                  | 23-06-2018            | tip13           | -            | met David Guetta                                             |
| Listen to your momma                                          | 2019                  | 30-03-2019            | tip12           | -            | met Leon Sherman                                             |
| Someone like me                                               | 2021                  | 08-05-2021            | tip27*          |              | met Ixandra                                                  |

| Single met hitnotering(en) in de Vlaamse Ultratop 50 | Datum van verschijnen | Datum van binnenkomst | Hoogste positie | Aantal weken | Opmerkingen                             |
| ---------------------------------------------------- | --------------------- | --------------------- | --------------- | ------------ | --------------------------------------- |
| Cannonball                                           | 2012                  | 19-01-2013            | 5               | 19           | met Justin Prime                        |
| Slow down (Anthem Emporium 2013)                     | 2013                  | 18-05-2013            | 17              | 9            |                                         |
| Get loose                                            | 2013                  | 10-08-2013            | tip79           | -            | met Noisecontrollers                    |
| Booyah                                               | 2013                  | 21-09-2013            | 23              | 11           | met We Are Loud & Sonny Wilson          |
| We like to party                                     | 2014                  | 25-01-2014            | 25              | 4            |                                         |
| Bad                                                  | 2014                  | 19-04-2014            | 9               | 15           | met David Guetta & Vassy                |
| Bouncer                                              | 2014                  | 26-04-2014            | tip48           | -            | met Ookay                               |
| Wasting our lives (WLTP)                             | 2014                  | 03-01-2015            | tip50           | -            | met Tryna                               |
| 90s by nature                                        | 2014                  | 17-01-2015            | tip29           | -            | met MC Ambush                           |
| Sun goes down                                        | 2015                  | 15-08-2015            | tip16           | -            | met David Guetta, Magic! & Sonny Wilson |
| Believer                                             | 2016                  | 15-10-2016            | tip16           | -            | met Major Lazer                         |
| On our own                                           | 2017                  | 22-04-2017            | tip             | -            | met Brooks & Natalie Major              |
| Natural blues                                        | 2018                  | 13-01-2018            | tip             | -            | met Moby                                |
| Your love                                            | 2018                  | 23-06-2018            | tip             | -            | met David Guetta                        |